# Warsama Hassan
Warsama Hassan Houssein (ur. 17 marca 1999 w Dżibuti) – dżibutyjski piłkarz belgijskiego pochodzenia grający na pozycji pomocnika w klubie AS Arta/Solar7.

## Kariera juniorska
Hassan grał jako junior w Standardzie Liège (2007–2015) i KRC Genk (2015–2019).

## Kariera seniorska

### RFC Seraing
Hassan przeszedł do RFC Seraing 2 stycznia 2019. Zadebiutował on dla tego klubu 10 dni później w meczu z KFC Dessel Sport (wyg. 1:0). Ostatecznie w barwach RFC Seraing Dżibutyjczyk wystąpił 7 razy, nie zdobywając żadnej bramki.

### ŠKF Sereď
Hassan przeniósł się do ŠKF Sereď 8 października 2020. Nie rozegrał on żadnego meczu dla tego klubu.

### Sliema Wanderers
6 sierpnia 2021 Hassan podpisał roczny kontrakt z Sliema Wanderers. Zadebiutował on dla tego klubu 12 sierpnia 2021 w meczu z Balzan FC (przeg. 1:0). Ostatecznie w barwach Sliema Wanderers Dżibutyjczyk wystąpił 3 razy, nie zdobywając żadnej bramki.

### AS Arta/Solar7
1 czerwca 2022 Hassan podpisał kontrakt z AS Arta/Solar7.

## Kariera reprezentacyjna

### Belgia U15
Hassan zadebiutował w reprezentacji Belgii U15 13 lutego 2014 w meczu z Włochami (0:0). Łącznie dla tej reprezentacji rozegrał on 3 mecze, nie strzelając żadnego gola.

### Belgia U16
Hassan rozegrał jeden mecz w reprezentacji Belgii U17. Było to spotkanie przeciwko Czechom (1:1).

### Dżibuti
Hassan zadebiutował w reprezentacji Dżibuti 4 września 2019 w meczu z Eswatini (wyg. 2:1). Pierwszą bramkę zawodnik ten zdobył 6 września 2021 w przegranym 2:4 spotkaniu przeciwko reprezentacji Nigru.

## Statystyki

### Klubowe
(aktualne na dzień 4 sierpnia 2022)
| Klub               | Sezon              | Liga                    | Liga  | Liga   | Puchar kraju | Puchar kraju | Suma  | Suma   |
| Klub               | Sezon              | Liga                    | Mecze | Bramki | Mecze        | Bramki       | Mecze | Bramki |
| ------------------ | ------------------ | ----------------------- | ----- | ------ | ------------ | ------------ | ----- | ------ |
| RFC Seraing        | 2019/20            | Nationaal 1             | 4     | 0      | 0            | 0            | 4     | 0      |
| RFC Seraing        | 2020/21            | Nationaal 1             | 3     | 0      | 0            | 0            | 3     | 0      |
| RFC Seraing        | Ogólnie            | Ogólnie                 | 7     | 0      | 0            | 0            | 7     | 0      |
| ŠKF Sereď          | 2020/21            | Fortuna liga            | 0     | 0      | 0            | 0            | 0     | 0      |
| ŠKF Sereď          | Ogólnie            | Ogólnie                 | 0     | 0      | 0            | 0            | 0     | 0      |
| Sliema Wanderers   | 2021/22            | Maltese Premier League  | 3     | 0      | 0            | 0            | 3     | 0      |
| Sliema Wanderers   | Ogólnie            | Ogólnie                 | 3     | 0      | 0            | 0            | 3     | 0      |
| AS Arta/Solar7     | 2022/23            | Djibouti Premier League | 0     | 0      | 0            | 0            | 0     | 2      |
| AS Arta/Solar7     | Ogólnie            | Ogólnie                 | 0     | 0      | 0            | 0            | 0     | 0      |
| Ogólnie w karierze | Ogólnie w karierze | Ogólnie w karierze      | 10    | 0      | 0            | 0            | 10    | 0      |

### Reprezentacyjne
| Reprezentacja | Rok     | Mecze | Bramki |
| ------------- | ------- | ----- | ------ |
| Belgia U-15   | 2014    | 3     | 0      |
| Ogólnie       | Ogólnie | 3     | 0      |
| Belgia U-17   | 2016    | 1     | 0      |
| Ogólnie       | Ogólnie | 1     | 0      |
| Dżibuti       | 2019    | 8     | 0      |
| Dżibuti       | 2021    | 6     | 1      |
| Dżibuti       | 2022    | 2     | 0      |
| Ogólnie       | Ogólnie | 20    | 1      |

| Mecze i gole w reprezentacji | Mecze i gole w reprezentacji | Mecze i gole w reprezentacji | Mecze i gole w reprezentacji | Mecze i gole w reprezentacji | Mecze i gole w reprezentacji | Mecze i gole w reprezentacji | Mecze i gole w reprezentacji                    |
| Belgia U-15                  | Belgia U-15                  | Belgia U-15                  | Belgia U-15                  | Belgia U-15                  | Belgia U-15                  | Belgia U-15                  | Belgia U-15                                     |
| Lp.                          | Data                         | Miejsce                      | Gospodarz                    | Gość                         | Wynik                        | Gol                          | Rozgrywki                                       |
| ---------------------------- | ---------------------------- | ---------------------------- | ---------------------------- | ---------------------------- | ---------------------------- | ---------------------------- | ----------------------------------------------- |
| 1.                           | 13.02.2014                   | Tubize                       | Belgia U-15                  | Włochy U-15                  | 0:0                          |                              | Mecz towarzyski                                 |
| 2.                           | 18.03.2014                   | Adana                        | Turcja U-15                  | Belgia U-15                  | 0:1                          |                              | Mecz towarzyski                                 |
| 3.                           | 20.03.2014                   | Tarsus                       | Turcja U-15                  | Belgia U-15                  | 1:1                          |                              | Mecz towarzyski                                 |
| Belgia U-17                  |                              |                              |                              |                              |                              |                              |                                                 |
| Lp.                          | Data                         | Miejsce                      | Gospodarz                    | Gość                         | Wynik                        | Gol                          | Rozgrywki                                       |
| 1.                           | 14.04.2016                   | Praga                        | Czechy U-17                  | Belgia U-17                  | 1:1                          |                              | Mecz towarzyski                                 |
| Dżibuti                      |                              |                              |                              |                              |                              |                              |                                                 |
| Lp.                          | Data                         | Miejsce                      | Gospodarz                    | Gość                         | Wynik                        | Gol                          | Rozgrywki                                       |
| 1.                           | 04.09.2019                   | Dżibuti                      | Dżibuti                      | Eswatini                     | 2:1                          |                              | Mistrzostwa Świata 2022 – eliminacje strefy CAF |
| 2.                           | 10.09.2019                   | Manzini                      | Eswatini                     | Dżibuti                      | 0:0                          |                              | Mistrzostwa Świata 2022 – eliminacje strefy CAF |
| 3.                           | 09.10.2019                   | Dżibuti                      | Dżibuti                      | Gambia                       | 1:1                          |                              | Puchar Narodów Afryki 2021 – kwalifikacje       |
| 4.                           | 13.10.2019                   | Bakau                        | Gambia                       | Dżibuti                      | 1:1 k. 3:2                   |                              | Puchar Narodów Afryki 2021 – kwalifikacje       |
| 5.                           | 07.12.2019                   | Kampala                      | Dżibuti                      | Somalia                      | 0:0                          |                              | Puchar CECAFA 2019                              |
| 6.                           | 11.12.2019                   | Kampala                      | Burundi                      | Dżibuti                      | 1:2                          |                              | Puchar CECAFA 2019                              |
| 7.                           | 13.12.2019                   | Kampala                      | Erytrea                      | Dżibuti                      | 3:0                          |                              | Puchar CECAFA 2019                              |
| 8.                           | 15.12.2019                   | Kampala                      | Uganda                       | Dżibuti                      | 4:1                          |                              | Puchar CECAFA 2019                              |
| 9.                           | 02.09.2021                   | Al-Bulajda                   | Algieria                     | Dżibuti                      | 8:0                          |                              | Mistrzostwa Świata 2022 – eliminacje strefy CAF |
| 10.                          | 06.09.2021                   | Rabat                        | Dżibuti                      | Niger                        | 2:4                          | Gol                          | Mistrzostwa Świata 2022 – eliminacje strefy CAF |
| 11.                          | 08.10.2021                   | Marrakesz                    | Dżibuti                      | Burkina Faso                 | 0:4                          |                              | Mistrzostwa Świata 2022 – eliminacje strefy CAF |
| 12.                          | 11.10.2021                   | Marrakesz                    | Burkina Faso                 | Dżibuti                      | 2:0                          |                              | Mistrzostwa Świata 2022 – eliminacje strefy CAF |
| 13.                          | 12.11.2021                   | Kair                         | Dżibuti                      | Algieria                     | 0:4                          |                              | Mistrzostwa Świata 2022 – eliminacje strefy CAF |
| 14.                          | 15.11.2021                   | Niamey                       | Niger                        | Dżibuti                      | 7:2                          |                              | Mistrzostwa Świata 2022 – eliminacje strefy CAF |
| 15.                          | 23.03.2022                   | Aleksandria                  | Dżibuti                      | Sudan Południowy             | 2:4                          |                              | Puchar Narodów Afryki 2023 – kwalifikacje       |
| 16.                          | 27.03.2022                   | Entebbe                      | Sudan Południowy             | Dżibuti                      | 1:0                          |                              | Puchar Narodów Afryki 2023 – kwalifikacje       |